# Умершие в ноябре 2012 года
Это список известных людей, соответствующих установленным критериям значимости (см. Википедия:Критерии значимости персоналий), умерших в ноябре 2012 года.
Причина смерти указывается лишь в исключительных случаях (убийство, самоубийство, гибель в результате военных действий, смертная казнь, ДТП или несчастные случаи). В остальных случаях — не указывается.

## 1 ноября
- Ауленти, Гае (84) — итальянский архитектор и дизайнер, автор проекта реконструкции парижского Музея Орсе[1].
- Будагов, Будаг Абдулали оглы (84) — учёный, географ, доктор географических наук (1968), профессор (1976), академик АН Азербайджанской ССР (1989)[2].
- Гарсиа Кальво, Агустин (86) — испанский филолог, философ и драматург[3].
- Лакер, Митч (28) — американский музыкант, бывший вокалист группы «Suicide Silence», ДТП[4].
- Лауверс, Ян (82) — нидерландский футболист, чемпион Нидерландов (1954, 1963), чьим именем назван футбольный стадион в Эйндховене Jan Louwers Stadion[5].
- Рахманинов, Александр Борисович (79) — юрист, основатель и президент Фонда имени Рахманинова (1993), внук композитора Сергея Рахманинова[6].
- Ронен, Омри (75) — американский филолог-славист[7].
- Селиванов, Евгений Алексеевич (66) — член-корреспондент РАМН, профессор, главный гематолог-трансфузиолог Министерства здравоохранения Российской Федерации, директор Российского научно-исследовательского института гематологии и трансфузиологии ФМБА России[8].
- Стрит, Джонатан (69) — британский писатель, лауреат премии Сомерсета Моэма (1973)[9]
- Чэнь Чжудэ (68) — китайский игрок в го, председатель Китайской ассоциации вэйци (1988—2006)[10].

## 2 ноября
- Абаева, Людмила Николаевна (61) — российский поэт, переводчик[11].
- Абхьянкар, Шрирам Шанкар (82) — индийский математик, автор Abhyankar’s conjecture(догадки Абхьянкара) (en) и Abhyankar’s lemma (леммы Абхьянкара) (en)[12].
- Алферов, Антон (2?) — артист Cirque du Soleil
- Аршакуни, Завен Петросович (80) — российский советский живописец, график, сценограф[13].
- Кэмпбелл, Милт (78) — американский десятиборец, чемпион летних Олимпийских игр в Мельбурне (1956)[14].
- Линдгрен, Ханс (80) — шведский актёр[15][16].
- Мирсаидов, Шукурулла Рахматович (73) — председатель Совета Министров Узбекской ССР (1990), первый вице-президент Узбекистана (1990—1991)[17].
- Платов, Леонид Михайлович (83) — художник-постановщик киностудии «Мосфильм», декан художественного факультета ВГИКа, заслуженный художник РСФСР (1980)[18].
- Раути, Пино (it) (85) — лидер итальянских неофашистов[19].
- Рожаш, Янош (86) — венгерский писатель[20].
- Хань Суйин (95) — британская писательница китайского происхождения[21].
- Хомпс, Эмилио (98) — аргентинский яхтсмен, серебряный призер Олимпийских игр в Лондоне (1948) [22].
- Чкоидзе, Васил — руководитель Центра исследования европейской интеграции Грузии[23].

## 3 ноября

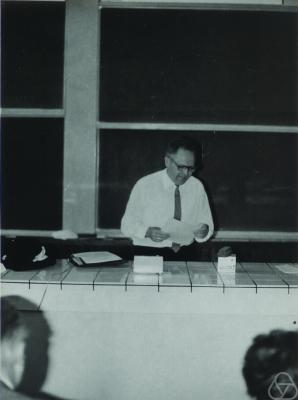
Василий Владимиров

- Атабеков, Николай Николаевич (89) — Заслуженный юрист РСФСР.
- Аулов, Семён Борисович (88) — советский и американский актёр и режиссёр
- Владимиров, Василий Сергеевич (89) — советский и российский математик, академик РАН, Герой Социалистического Труда (1983)[24].
- Годвин, Томми (91) — британский велогонщик, двукратный бронзовый призёр Летних Олимпийских игр в Лондоне (1948): в командной гонке преследования и в гонке с раздельного старта[25].
- Забелкина, Светлана Сергеевна (71) — казахстанская актриса, ведущая артистка Семейского театра имени Достоевского, Заслуженная артистка Республики Казахстан[26].
- Куницкий, Константин Викторович (80) — ветеран агропромышленного комплекса России, Герой Социалистического Труда[27].
- Мишра, Каилашпати (89) — индийский политик, губернатор Гуджарата и Раджастхана (2003—2004)[28].
- Плешките, Эугения Юозовна (74) — советская и литовская актриса, народная артистка Литовской ССР (1987)[29].
- Трёдсон, Ингегерд (83) — шведский политик, спикер риксдага (1991—1994), первая женщина в Швеции на этом посту[30].
- Чмелёв, Александр Георгиевич — российский актёр[31]

## 4 ноября
- Бызов, Борис Ефимович (92) — начальник Военно-топографического управления Генерального штаба — начальник Топографической службы Вооружённых Сил СССР (1974—1989), генерал-полковник в отставке[32].
- Кёрсон, Тед (77) — американский джазовый музыкант[33].
- Пиккет, Рег (85)— британский футболист, чемпион Англии (1949/1950)[34].
- Резник, Давид (88) — израильский архитектор[35].

## 5 ноября
- Авнер, Деннис (54) — американский модификатор тела, известный как «человек-кот»[36].
- Брадна, Олимпэ (92) — французская актриса[37].
- Каплан, Боб (75) — канадский политик, министр (1980—1984), создатель Канадской службы разведки и безопасности (1984)[38].
- Картер, Эллиотт (103) — американский композитор[39].
- Лепин, Пётр Вольдемарович (69) — ректор Новосибирского педагогического университета (1988—2008)[40].
- Литвинова, Наталья Николаевна (71) — советская и российская актриса театра и эстрады, мастер художественного слова, заслуженная артистка России[41].
- Пиенар, Луис (86) — южноафриканский дипломат и политик, последний генеральный администратор ЮАР в Намибии (1985—1990), министр образования (1990—1992), министр внутренних дел (1992—1993)[42].
- Старунский, Владимир Гордеевич (92) — бывший министр торговли Украинской ССР[43].
- Стефен, Джимми (90) — британский футболист, чемпион Англии (1949/1950)[44].
- Леонардо Фавио (74) — аргентинский певец, актёр, кинорежиссёр[45].
- Халыков, Артур (28) — серебряный призёр первенства мира по самбо среди юношей, убит[46].

## 6 ноября

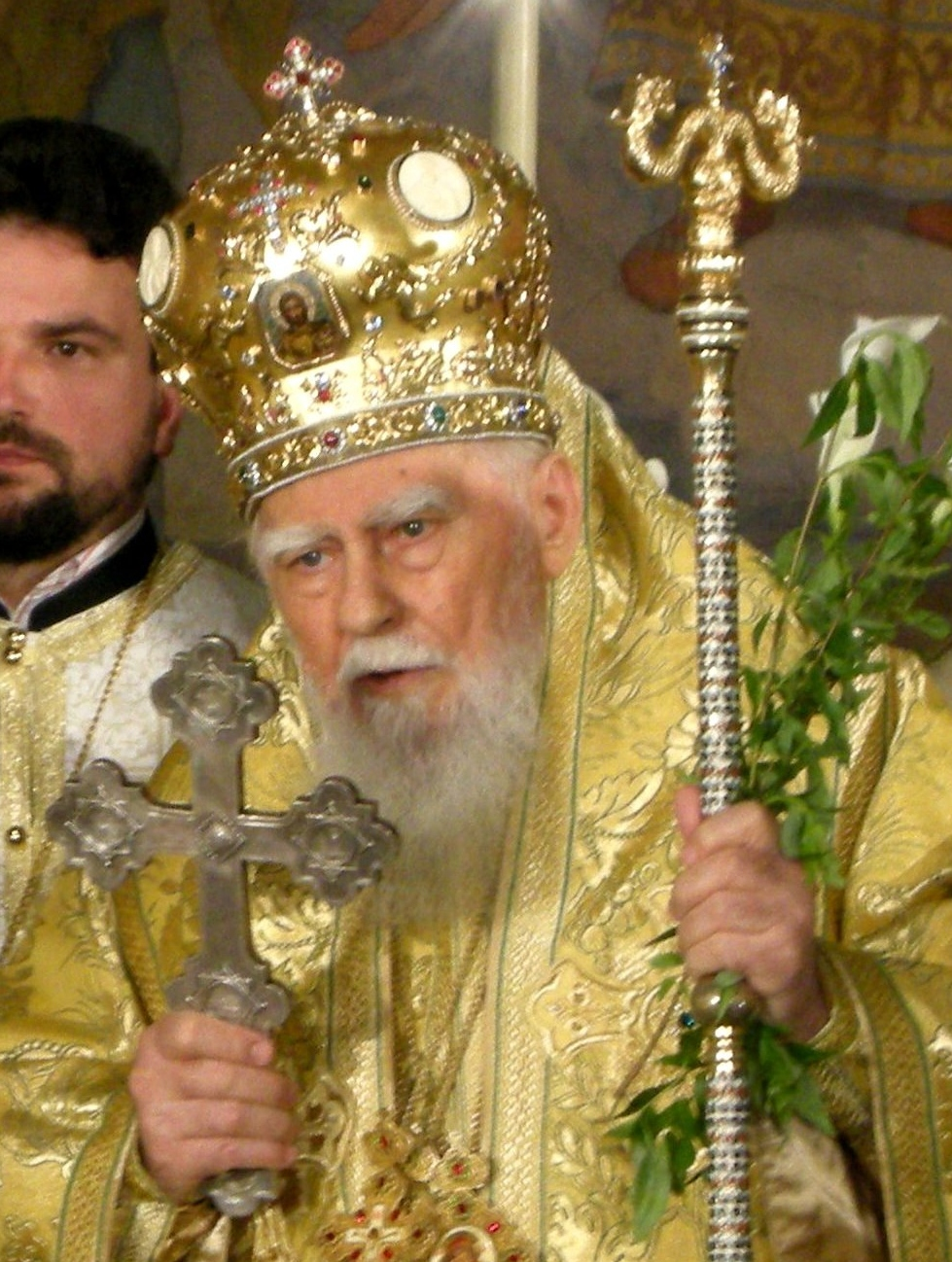
Патриарх Максим

- Аксёнов, Владимир Вячеславович (62) — музыковед, проректор Академии театра, музыки и изобразительных искусств Республики Молдова[47].
- Дамаскин (92) — митрополит Маронийский и Комотинийский (с 1974) Элладской православной церкви[48]. Архивировано 17 февраля 2013 года.
- Данн, Клив (92) — британский актёр[49][50].
- Йиранек, Владимир (74) — чешский режиссёр-аниматор, лауреат Берлинского кинофестиваля (1978)[51][52].
- Кругляков, Эдуард Павлович (78) — российский учёный-физик, академик РАН, сотрудник института ядерной физики СО РАН, долгое время боровшийся с лженаукой[53].
- Максим (Патриарх Болгарский) (98) — патриарх Болгарской православной церкви, митрополит Софийский (c 1971)[54].
- Мартинес Сьерра, Кармен (108) — испанская актриса[55][56].
- Матин, Эрнест (46) — американский боксёр, экс-чемпион мира[57].
- Пастухов, Виктор Александрович (89) — первый секретарь Тульского горкома КПСС (1969—1983), почетный житель Тулы[58].
- Пауэлл, Айвор (96) — уэльский футболист и тренер, игрок сборной Уэльса (1946—1950), выступавший за английский Куинз Парк Рейнджерс[59].
- Цап, Богдан Степанович (71) — украинский футболист и тренер[60].
- Чёрный, Горимир Горимирович (89) — советский и российский учёный, специалист в области газовой динамики и аэродинамики больших скоростей, академик РАН[61].

## 7 ноября
- Базилио, Кармен (85) — американский профессиональный боксёр, чемпион мира в легком и среднем весе в 1951—1954 гг.[62] Архивная копия от 4 марта 2016 на Wayback Machine
- Беркутов, Александр Николаевич (79) — советский гребец (гребля академическая) и тренер, олимпийский чемпион летних Игр в Мельбурне (1956) в двойке парной[63].
- Макшейн, Гарри (92) — британский футболист («Манчестер Юнайтед»), чемпион Англии (1951/1952)[64].
- О'Доннелл-мл, Кевин (61) — американский писатель[65][66].
- Олив, Дэвид (75) — британский физик, лауреат медали Дирака (1997)[67].
- Плетнёва, Валентина Николаевна (82) — ткачиха Костромского льнокомбината им. В. И. Ленина (1948—1995), Герой Социалистического Труда[68].
- Роббинс, Ричард (71) — американский композитор, победитель Венецианского кинофестиваля («Золотая Озелла» за фильм Морис) (1987), двукратный номинант на кинопремию «Оскар» за фильмы «Говардс-Энд» (1993) и «Остаток дня» (1994)[69].
- Силаев, Владимир Николаевич (81) — заместитель директора и главный инженер Физико-энергетического института (1974—1991), народный депутат РСФСР (1990—1993)[70].
- Торхов, Фёдор Семёнович (82) — российский живописец, заслуженный художник России[71].

## 8 ноября
- Блисс, Люсиль (96) — американская актриса кино, телевидения и озвучивания[72].
- Воган, Пегги (76) — американский психолог и писательница[73][74].
- Грамсе, Герард (68) — польский спринтер, серебряный призёр чемпионата Европы в эстафете 4×100 метров (1971)[75].
- Ли Можань (84) — китайский актёр[76].
- Лукас, Корнель (92) — британский фотограф, лауреат премии BAFTA (1998)[77].
- Пит Намлук (51) — немецкий музыкант, композитор и продюсер[78].
- Секиринский, Сергей Сергеевич (57) — доктор исторических наук, профессор, ведущий научный сотрудник Института российской истории РАН[79].
- Хэммонд, Роджер (76) — британский актёр[80].
- Шароваров, Олег (50) — белорусский художник-постановщик, декоратор и звукорежиссёр[81].

## 9 ноября

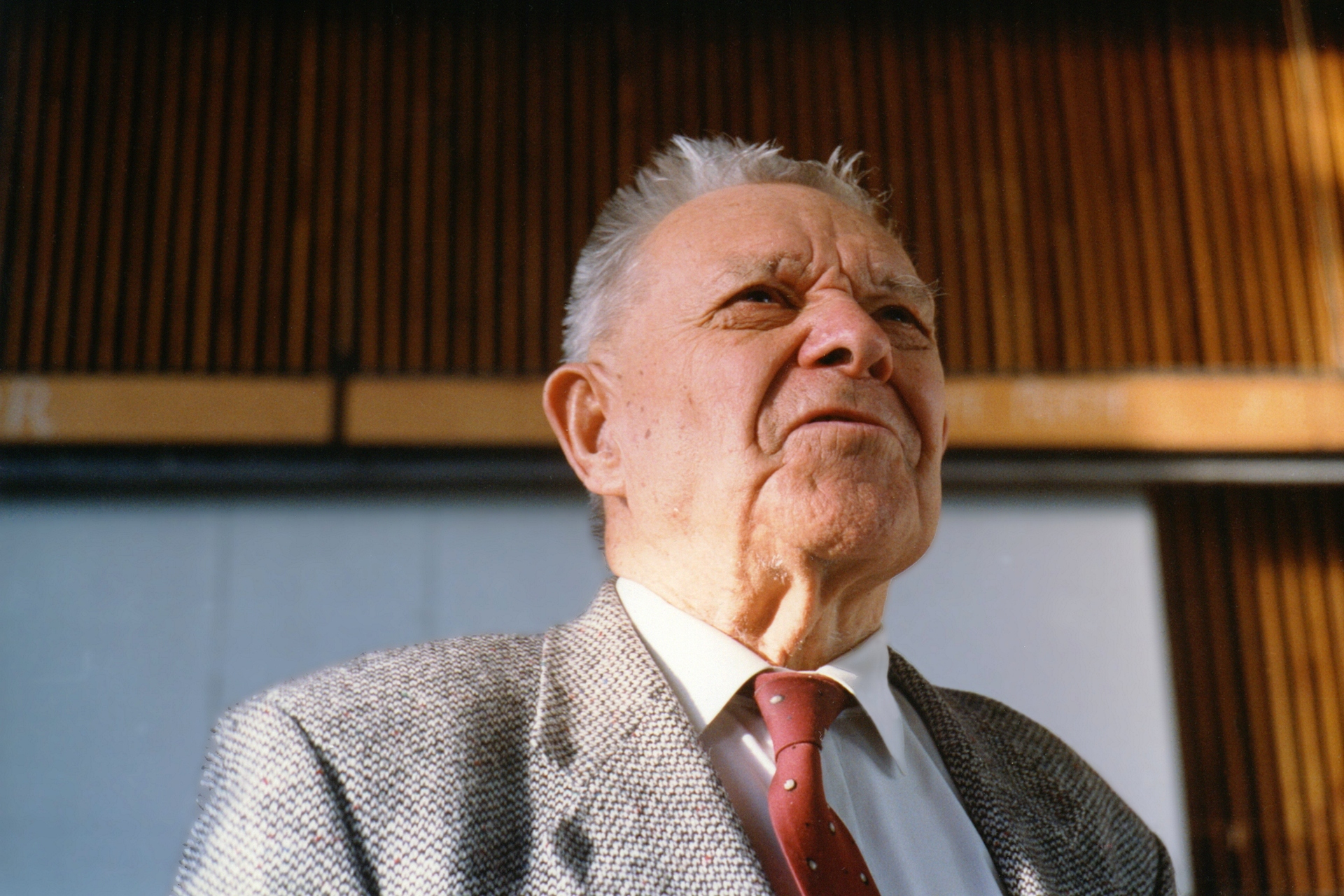
Сергей Никольский

- Белов, Герман Витальевич (67) — заслуженный тренер РСФСР по парусному спорту[82].
- Белых, Анна Павловна (76) — актриса Приморского театра Молодежи, заслуженная артистка России[83].
- Николай Горьков (87) — полковник Советской Армии, участник Великой Отечественной войны, Герой Советского Союза.
- Дарие, Юрие (83) — румынский актёр[84][85].
- Курьянов, Анатолий Иванович (65) — российский хоккейный тренер, бывший тренер Наиля Якупова[86].
- Никольский, Сергей Михайлович (107) — советский и российский математик, старейший академик РАН[87].
- Ренелла, Пэт (83) — американский актёр («Буллит»)[88].
- Чич, Милан (80) — словацкий политический деятель, премьер-министр Словацкой социалистической республики (1989—1990)[89]
- Элиот, Валери (86) — вдова и хранительница литературного наследия Нобелевского лауреата по литературе Томаса Стернза Элиота[90].

## 10 ноября
- Ананидзе, Амиран — грузинский футболист и тренер, отец футболиста Жано Ананидзе[91]..
- Корепанова, Екатерина Митрофановна (80) — российский удмуртский учитель, народный учитель СССР[92].

## 11 ноября
- Адесина, Лам (73) — нигерийский политик, губернатор штата Ойо (1999—2003)[93].
- Дженкинс, Фариш (72) — американский палеонтолог, один из первооткрывателей тиктаалика[94].
- Енджеевский, Владислав (77) — польский боксёр, бронзовый призёр чемпионата Европы (1959)[95].
- Меес, Виктор (85) — бельгийский футболист, чемпион Бельгии и лучший бомбардир чемпионата (1957), член сборной Бельгии по Футболу (1949—1960), участник чемпионата мира (1954)[96].
- Олейников, Илья Львович (65) — советский и российский киноактёр и телеведущий передачи «Городок», народный артист России, лауреат премии «ТЭФИ»[97].
- Паулу, Маркус (61) — бразильский актёр, режиссёр, продюсер («Моя любовь, моя печаль», «Берег мечты»)[98][99].
- Савчук, Александр Владимирович (58) — депутат Верховной Рады Украины от Партии регионов[100].
- Хайдер, Икбал (67) — пакистанский политик, министр юстиции (1993—1994)[101].
- Хант, Рекс (86) — британский политик, губернатор Фолклендских островов (1980—1982, 1982—1985), сдавший Фолкленды аргентинцам[102].
- Юрий, Сергей Ильич (62) — украинский учёный, ректор Тернопольского национального экономического университета (с 2002)[103].
- Юстинов, Рэм Александрович (82) — советский и российский режиссёр (около 500 фильмов)[104].

## 12 ноября
- Головлёв, Евгений Леонидович (72) — российский учёный-микробиолог, доктор биологических наук, народный депутат СССР (1989—1991)[105].
- Гольц, Ника Георгиевна (87) — российская художница, книжный иллюстратор. Заслуженный художник России[106].
- Ибрагимова, Раиса Николаевна (60) — артистка цирка, народная артистка Российской Федерации (1992)[107].
- Михаил (Гринчишин) (83) — экзарх Франции Украинской грекокатолической церкви.
- Олива, Серхио (71) — выдающийся бодибилдер. Трёхкратный Мистер Олимпия (1967—1969)[108].
- Стерн, Дэниел (78) — американский психиатр, психоаналитик, исследователь и теоретик когнитивного развития ребёнка[109].
- Стреттон, Рональд (82) — британский велогонщик, бронзовый призёр летних Олимпийских игр в Хельсинки (1952)[110].
- Хаммаршёльд, Ханс[швед.] (87) — шведский фотограф[111].

## 13 ноября
- Байер, Брюс (83) — американский изобретатель фильтра Байера, «отец цифровой фотографии»[112].
- Барнет, Уилл (101) — американский художник[113].
- Викман, Павел Васильевич (71) — артист Пензенской областной филармонии, заслуженный артист России[114].
- Гринчишин, Михаил (82) — епископ Украинской греко-католической церкви, Апостольский Экзарх для украинцев Франции, Бенилюкса и Швейцарии (1982—2012)[115].
- Каракеев, Курман-Гали Каракеевич (99) — киргизский учёный, президент Академии наук Киргизской ССР (1960—1978), член-корреспондент АН СССР (1968)[116]..
- Клинков, Анатолий (26) — российский боксёр, неоднократный чемпион по боксу; инсульт[117].
- Мачильский, Александр Сергеевич (77) — первый оператор юмористического киножурнала «Ералаш», оператор студии детских и юношеских фильмов имени М. Горького[118].
- Пенья, Маноло (46) — испанский футболист (Реал Вальядолид), победитель Кубка испанской лиги по футболу (1984), серебряный призёр Чемпионата мира по футболу среди молодёжных команд (1985)[119].
- Горалек, Милан (80) — чешский экономист и политик, министр труда (1990—1992)[120].
- Ширли, Роберт (83) — британский политик, заместитель лидера Палаты лордов (1979—1983, 1988—1997)[121].
- Яо Дэфэнь (40) — китаянка, самая высокая женщина в мире, занесённая в Книгу рекордов Гиннесса[122].

## 14 ноября
- Гусев, Станислав Дмитриевич (77) — хормейстер, художественный руководитель Государственной академической хоровой капеллы России им. А. А. Юрлова (1981—2004), народный артист России[123].
- Алекс Алвеш (37) — бразильский футболист, лейкемия[124].
- Ахмед Джабари (51—52) — командующий военного крыла ХАМАСа в секторе Газа, убит[125].
- Бич, Энрике (92) — филиппинский стрелок, двукратный бронзовый призёр Азиатских игр (1954, 1958)[126].
- Гринвуд, Норман Нил (87) — австралийско-британский химик-неорганик.
- Дэвис, Брайан (82) — австралийский спортсмен, чемпион мира по регбилигу (1957)[127].
- Мигэн, Пэдди (90) — ирландский футболист, неоднократный чемпион Ирландии[128].
- Русских, Анатолий Тихонович (75) — российский живописец, заслуженный художник Российской Федерации[129].
- Фэй, Мартин — ирландский музыкант, один из основателей группы The Chieftains[130].

## 15 ноября
- Абега, Теофил (58) — камерунский футболист, африканский футболист года (1984), остановка сердца[131].
- Каррейра, Луис (35) — португальский мотогонщик, погиб[132].
- Клоймштайн, Йозеф (84) — австрийский гребец, серебряный призёр летних Олимпийских игр в Риме (1960) и бронзовый призёр летних Олимпийских игр в Мельбурне (1956) в академической гребле[133].
- Меняйло, Игорь — один из создателей и авторов «Джентльмен-шоу»[134].
- Найда, Григорий Станиславович (51) — российский писатель[135].
- Пент, Кришна Чандра (81) — индийский политик, министр обороны Индии (1987—1989)[136].

## 16 ноября
- Блэр, Лео (89) — юрист, член Королевской Академии Великобритании, отец Тони Блэра[137].
- Гельман, Ян Альбертович (60) — шеф-редактор российских телепроектов, участник КВН; умер при загадочных обстоятельствах[138].
- Гладков, Теодор Кириллович (80) — советский и российский писатель и историк, автор книг о советских разведчиках[139].
- Глазов, Геннадий (66) — российский пчеловод, основатель Республиканской школы передового опыта Российского Национального Союза пчеловодов, создатель первого в России частного музея пчеловодства «Медовый хуторок»[140].
- Заковоротний, Дмитрий Иванович (89) — украинский писатель[141]
- Корнблит, Олег Леонидович (91) — теннисист, заслуженный работник физической культуры РСФСР, тренер, один из основателей российского тенниса[142].
- Махама, Алиу (66) — вице-президент Ганы (2001—2009)[143].
- Нави, Элиягу (92) — израильский политик, мэр города Беэр-Шева (1963—1986)[144].
- Скотт, Боб (91) — новозеландский игрок в регби[145].
- Тульвинг, Рутт (82) — эстонская художница[146].

## 17 ноября
- Айрапетян, Ваген Суренович — карабахский государственный деятель, один из лидеров Карабахского национально-освободительного движения[147].
- Алёшина, Нина Александровна (88) — советский архитектор, проектировщик и строитель наземных и подземных объектов Московского метрополитена[148].
- Галяутдинов, Хамит-хаджи (77) — муфтий Пермского края[149].
- Гржибовский, Хенрик (78) — польский футболист[150].
- Готлиб, Лея (Lea Gottlieb, 94) — израильский модельер, основатель компании по производству купальных костюмов Gottex[151].
- Десме, Арман (81) — бельгийский велогонщик, первый победитель E3 Харелбеке (1958)[152].
- Йорк, Маргарет (88) — британская писательница[153].
- Ковалёв, Антон (28) — серебряный призёр чемпионата мира по спортивным бальным танцам (2004)[154].
- Лин, Роберт (70) — американский физик, пионер экспериментальной физики космоса[155].
- Маллаев, Сабир Рамазанович (49) — судья Конституционного суда Республики Дагестан[156].
- Мостов, Анатолий Генрихович (80) — российский спортивный журналист, писатель, судья международной категории[157].
- Синюк, Арсен Тигранович (73) — российский историк, археолог и педагог[158].
- Тэкерей, Бал (86) — индийский политик, основатель (1966) и руководитель партии Шив сена[159].

## 18 ноября

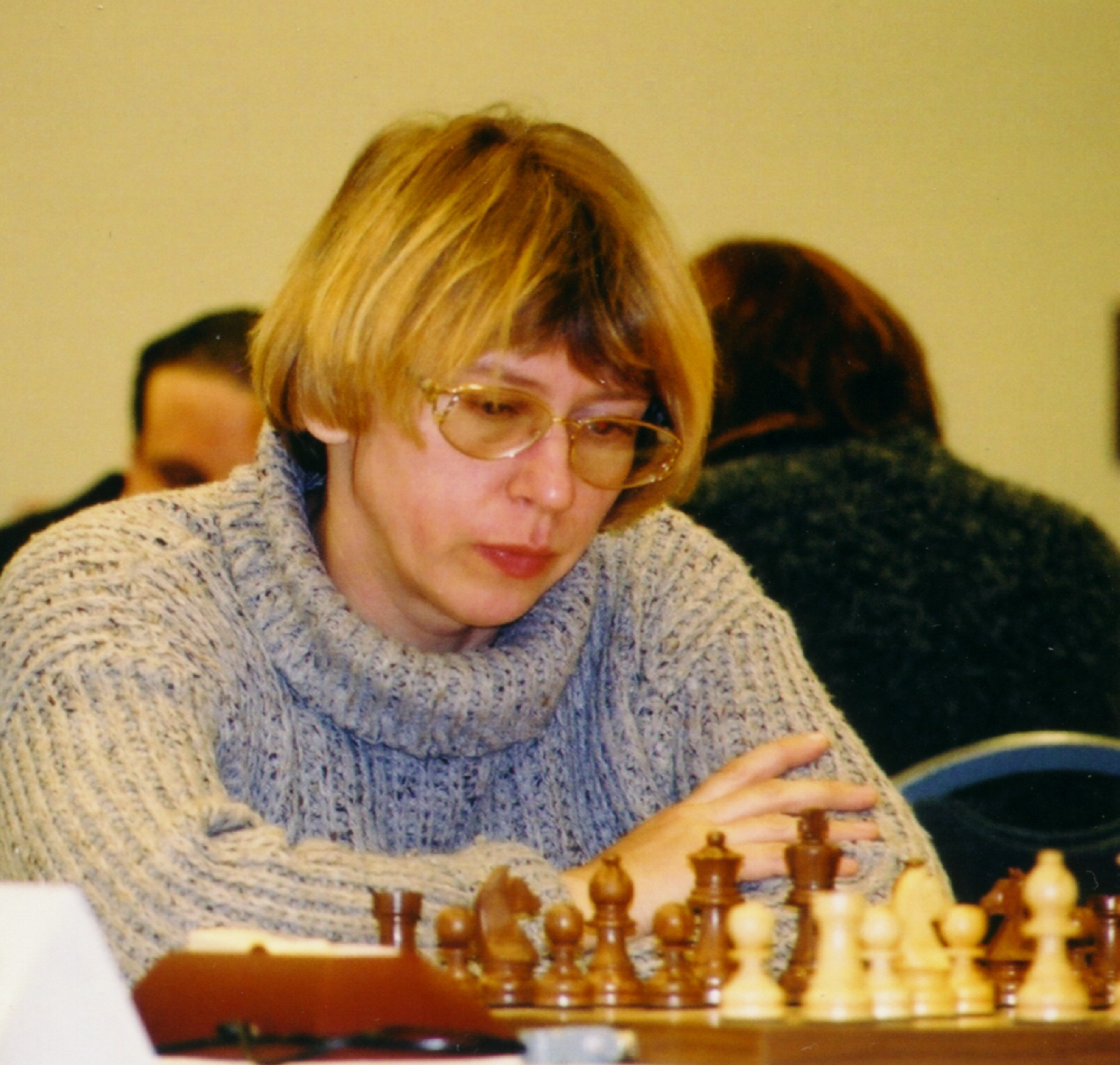
Елена Ахмыловская

- Ахмыловская, Елена Брониславовна (55) — советская и американская шахматистка, гроссмейстер[160].
- Валкин, Марк Харитонович (90) — директор Ульяновского областного краеведческого музея им. И. А. Гончарова[161].
- Дроздов, Сергей Александрович (57) — солист группы «Синяя птица»[162].
- Кирилл (82) — митрополит Навкратиса Александрийской православной церкви (с 2003)[163].
- Морганс, Кенни (73) — британский футболист[164].
- Цветкова, Татьяна Сергеевна (29) — российская актриса[165].

## 19 ноября

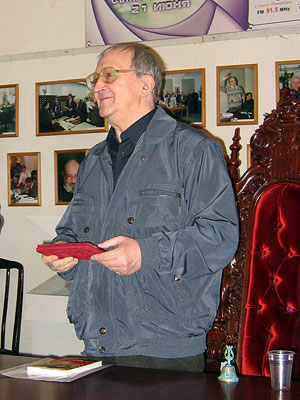
Борис Стругацкий

- Борецкий, Рудольф Андреевич (82) — доктор филологических наук, заслуженный профессор МГУ им. Ломоносова[166].
- Быстров, Виктор Владимирович (54) — заслуженный мастер спорта СССР, абсолютный четырёхкратный чемпион мира и Европы по спортивной акробатике в мужских групповых упражнениях, многократный чемпион РСФСР и СССР, обладатель Кубка СССР[167].
- Кузьмин, Вадим Петрович (48) — российский рок-музыкант, лидер группы «Чёрный Лукич»; тромбоэмболия [168].
- Риордан, Джо — австралийский политик, министр строительства (1975)[169].
- Стругацкий, Борис Натанович (79) — российский писатель, сценарист, переводчик[170]

## 20 ноября
- Асташенко, Каспар Янович (37) — латвийский хоккеист[171].
- Градополов, Константин Константинович (85) — актёр театра МХАТ им. М. Горького, народный артист России[172]
- Грут, Вильям (96) — шведский пятиборец, чемпион летних Олимпийских игр в Лондоне (1948)[173].
- Давыдов, Александр Романович (75) — режиссёр-аниматор, снявший более 100 мультфильмов[174].
- Данфорд, Майкл — британский гитарист и композитор из группы Renaissance[175][176].
- Дорофеев, Василий Алексеевич (103) — председатель колхоза «Красный застрельщик» Починковского района Смоленской области (1954—1969), Герой Социалистического Труда (1966)[177].
- Мартиросян, Флора (55) — армянская певица, народная артистка Республики Армения[178]
- Морозов, Георгий Васильевич (92) — психиатр, директор Института им. В. П. Сербского (1957—1990), академик РАМН[179].
- Мурзабаев, Асан Мурзабаевич (70) — киргизский композитор[180].
- Скоков, Борис Николаевич (93) — заслуженный тренер РСФСР по плаванию[181].
- Токумаев, Жагафар Зубеирович (76) — российский писатель, народный писатель Кабардино-Балкарской Республики[182].
- Филин, Александр Константинович (63) — глава судебного департамента Пензенской области, генерал-лейтенант юстиции[183]

## 21 ноября
- Башич, Младен (95) — хорватский дирижёр[184].
- Касаб, Аджмал (25) — пакистанский террорист, казнён[185].
- Мельник, Алексей Семёнович (73) — председатель (генеральный директор) колхоза ЗАО «Имени Ильича» (1986—2007), Герой Социалистического Труда[186].
- Нечаева, Маргарита Дмитриевна (88) — советский киновед[187].
- О’Бара, Эдуарда — американская пациентка с самой длительной в истории 42-летней комой[188].
- Поткин, Валерий Александрович (71) — председатель Челябинского горисполкома (1987—1990)[189].
- Раффин, Дебора (59) — американская актриса, номинантка на премию «Золотой глобус» (1981); лейкемия[190].
- Шарафетдинов, Рашид Имамович (69) — советский легкоатлет, пятикратный чемпион СССР в беге на 5 и 10 тысяч метров[191].
- Шоцикас, Альгирдас Стасисович (84) — советский литовский боксёр, заслуженный мастер спорта СССР, заслуженный тренер СССР. Шестикратный чемпион СССР в тяжелом весе (1950—1954, 1956), чемпион Европы 1953, 1955[192].
- Юлина, Нина Степановна (85) — доктор философских наук, ведущий специалист по современной американской философии[193].

## 22 ноября
- Беннетт, Пит (77) — американский музыкальный промоутер, работавший с The Beatles, The Rolling Stones[194] Архивировано 31 декабря 2012 года..
- Богачёв, Сергей Фёдорович (59) — российский геолог, начальник департамента по недропользованию и развитию нефтегазодобывающего комплекса администрации Томской области[195].
- Кортеной, Брайс (79) — австралийский писатель[196].
- Нури, Яшар (61) — советский и азербайджанский актёр театра и кино. Народный артист Азербайджанской ССР (1989)[197].
- Остащенко, Сергей Михайлович (88) — Герой Советского Союза, почетный гражданин города Харькова[198].
- Пищальников, Виктор Леонидович (69) — советский и российский кинооператор[199].
- Сарычев, Александр Викторович (63) — российский учёный-транспортник, директор НИИ транспорта и дорожного хозяйства[200].
- Садчикова, Любовь Ивановна (61) — советская конькобежка, заслуженный мастер спорта СССР по конькобежному спорту.
- Трефулка, Ян (83) — чешский писатель и диссидент[201].

## 23 ноября
- Борау, Хосе Луис (83) — испанский режиссёр, продюсер, сценарист, актер и кинокритик[202].
- Кемени, Джон (87) — канадский продюсер («Атлантик-Сити»)[203].
- Пруденсио, Нельсон (68) — бразильский легкоатлет, двукратный призёр летних Олимпийских игр (1968 и 1972) в тройном прыжке, экс-рекордсмен мира (1968)[204].
- Соколов, Виктор Захарович (80) — советский футболист, нападающий. Один из лучших игроков московского «Локомотива». Заслуженный мастер спорта СССР[205].
- Хэгмэн, Ларри (81) — американский актёр, продюсер и режиссёр[206]

## 24 ноября
- Анищенко, Михаил Всеволодович (62) — российский прозаик и поэт[207].
- Евсеев, Валерий Петрович (68) — редактор газеты «Вечерний клуб» и бывший главный редактор «Вечерней Москвы»[208]
- Диленян, Роберт Артёмович (85) — заслуженный тренер СССР по волейболу, подготовивший чемпионов мира и олимпийских чемпионов[209].
- Камачо, Эктор (50) — пуэрто-риканский боксёр, бывший чемпион мира, убийство[210].
- Кон, Антуан (79) — люксембургский футболист и тренер, игрок национальной сборной (1953—1965), финалист Кубка Кубков и Кубка УЕФА[211].
- Лебланк, Тони (90) — испанский актёр[212][213].
- Осоргин, Михаил Георгиевич (83) — митрофорный протоиерей Русской православной церкви, настоятель храма святых Константина и Елены в Кламаре, почётный настоятель Свято-Николаевского ставропигиального прихода в Риме.
- Стамп, Крис (70) — американский музыкальный менеджер The Who[214],
- Филимонов, Виктор Петрович (72) — бригадир монтажников СМУ-61 г. Набережные Челны, Герой Социалистического Труда[215].
- Чернова, Аида Артуровна (75) — художественный руководитель Московского государственного музыкального театра пластического балета «Новый балет», заслуженная артистка России[216].
- Яничкин, Юрий Ермолаевич (71) — балетмейстер-постановщик и художественный руководитель хореографического ансамбля «Зоренька», заслуженный деятель искусств России[217]

## 25 ноября
- Кэрролл, Эрл (75) — американский вокалист (The Cadillacs , The Coasters)[218].
- Ло Ян (51) — китайский инженер, конструктор новейшего китайского истребителя Shenyang J-15[219].
- Хёрмандер, Ларс (81) — шведский математик[220].
- Переда Асбун, Хуан (81) — президент Боливии (1978)[221]
- Робинсон, Том (74) — багамский спринтер, чемпион Игр Содружества (1958)[222].
- Секстон, Дейв (82) — британский футболист и тренер[223].
- Хольт, Симеон тен (89) — голландский композитор[224].
- Шеридан, Дина (92) — британская актриса[225].

## 26 ноября
- Блохин, Константин (24) — латвийский пловец, мастер спорта международного класса[226].
- Богацкая, Йоанна (66) — польская актриса театра и кино[227].
- Вясялка, Юлюс (69) — министр экономики Литвы (1992—1994)[228].
- Гурин, Николай Макарович (85) — советский борец, призёр чемпионата СССР по вольной борьбе, судья международной категории[229].
- Кастильо, Сельсо Адвенто (69) — филиппинский режиссёр[230][231].
- Козлов, Игорь Александрович (60) — скульптор, заслуженный художник Российской Федерации, член-корреспондент Российской академии художеств, лауреат Премии Ленинского комсомола[232].
- Малахов, Борис Николаевич (59) — Чрезвычайный и Полномочный Посол России в Замбии с 2008 года[233].
- Мюррей, Джозеф (93) — американский хирург-трансплантолог, лауреат Нобелевской премии (1990); сердечный приступ[234].
- Ричардс, Мартин (80) — американский продюсер, лауреат премии «Оскар» (2002) («Чикаго»)[235][236]
- Фанталис, Альберт Михайлович (72) — старший тренер сборной команды России по легкой атлетике, заслуженный тренер России, старейший российский судья по лёгкой атлетике[237].

## 27 ноября
- Билык, Иван Иванович (82) — украинский писатель, исторический романист[238].
- Израэлевич, Эрик (58) — французский журналист, глава совета директоров газеты Le Monde (с 2011)[239][240].
- Корешков, Лев Серафимович (75) — заслуженный тренер России по фехтованию, тренер 7-кратного чемпиона Виктора Кровопускова, создатель единственного в стране музея истории российского фехтования[241].
- Лиммонен, Йорма (78) — финский боксер, бронзовый призер летних Олимпийских игр в Риме (1960)[242].
- Мистулова, Ирина Дзибокаевна (68) — гармонистка, композитор и автор аранжировок народных мелодий, солистка государственного национального оркестра народных инструментов, заслуженная артистка России[243]..
- Сек, Ассане (93) — сенегальский политик, министр иностранных дел (1973—1978)[244].
- Сержанов, Александр Ильич (88) — основатель и первый начальник Тольяттинского военного училища (1970—1984), генерал-майор в отставке[245].
- Шеррюбле, Виктор Гербертович (72) — председатель Челябинского регионального объединения ПРОМАСС, заместитель губернатора Челябинской области (1997—2000); ДТП[246].

## 28 ноября

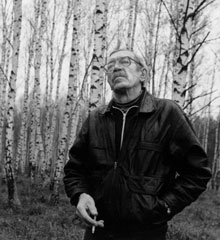
Игорь Вулох

- Анлунд, Кнут (89) — шведский литературовед, критик, переводчик и писатель, член Шведской академии[247].
- Вулох, Игорь Александрович (74) — российский художник, классик абстрактного искусства[248].
- Доцюк, Владимир Федорович (76) — председатель Черновицкого горисполкома (Украина) (1972—1985), почетный гражданин города Черновцов[249].
- Евсюкова, Елизавета Николаевна (55) — главный хормейстер Челябинского государственного академического театра оперы и балета им. М. И. Глинки, заслуженная артистка России[250]..
- Раймер, Дон (51) — американский сценарист и продюсер («Дом большой мамочки»)[251][252].
- Старателев, Валерий Константинович (70) — трехкратный чемпион мира, шестикратный чемпион Европы, семнадцатикратный чемпион СССР по пулевой стрельбе[253]..
- Сурский, Олег Аркадьевич (84) — белорусский искусствовед, художник декоративно-прикладного искусства и дизайна[254] Архивная копия от 4 марта 2016 на Wayback Machine.
- Турчанис, Михаил Александрович (71) — российский оперный певец[255].
- Фиделис дос Сантос, Жозе Мария (68) — бразильский футболист, правый защитник, участник чемпионата мира 1966 года[256].
- Харамия, Драгутин (90) — председатель Исполнительного веча (глава правительства) Хорватии (1969—1971)[257].
- Ходжсон, Джеймс (96) — министр труда США (1970—1973)[258].

## 29 ноября
- Еремеева, Татьяна Александровна (99) — старейшая актриса Малого театра России, народная артистка России, вдова народного артиста СССР Игоря Ильинского[259].
- Жирков, Борис Александрович (67) — российский балетмейстер, заслуженный работник культуры РФ, лауреат Правительственной премии «Душа России»[260].
- Зайбольд, Вернер (64) — западногерманский спортсмен-стрелок, бронзовый призер Олимпийских игр в Монреале (1976)[261].
- Ибрагимов, Гарун Халилович (87) — журналист, первый главный редактор газеты на цахурском языке «Нур», создатель письменности на цахурском и рутульском языках, заведующий кафедрой общего языкознания Дагестанского государственного педагогического университета[источник не указан 4646 дней].
- Копылов, Виталий Иванович (86) — российский артист оперетты, солист Санкт-Петербургского государственного театра музыкальной комедии, народный артист РСФСР[262].
- Рылов, Юрий Алексеевич (59) — российский научный и педагогический работник, член-корреспондент Североамериканской Академии испанского языка, вице-президент Ассоциации Испанистов России[263].
- Седов, Константин Вячеславович (42) — руководитель Федеральной службы финансово-бюджетного надзора (с октября 2012), вице-губернатор Московской области (2009—2012)[264].
- Цыганенко, Анатолий Яковлевич (83) — украинский учёный, действительный член Национальной академии наук Украины, заслуженный работник высшей школы Украины[265].
- Шюц, Клаус (86) — немецкий политик, правящий бургомистр Западного Берлина (1967—1977), председатель бундесрата (1967—1968), генеральный директор Deutsche Welle (1981—1987)[266].

## 30 ноября
- Атакишиев, Таир Исрафил оглы (85) — азербайджанский музыкант, заслуженный деятель искусств Азербайджана, профессор[267].
- Бардали, Видади — азербайджанский певец[268].
- Гуджрал, Индер Кумар (92) — премьер-министр Индии (1997—1998), министр иностранных дел (1989—1990, 1996—1998) и посол Индии в СССР (1976—1980)[269]
- Доронин, Николай Петрович (55) — вице-губернатор Ульяновской области (с мая 2012), депутат законодательного собрания Ульяновской области (2008—2012); автокатастрофа[270].
- Келентерли, Келентер (79) — азербайджанский поэт[271].
- Кордюков, Михаил Алексеевич (65) — российский музыкант, барабанщик, участник групп «Аквариум», «Поп-механика»[272].
- Страхов, Владимир Николаевич (80) — директор Объединенного института физики Земли им. О. Ю. Шмидта РАН (1993—2002), академик РАН[273].
- Хусаинов, Явдат Бахтиярович (81) — башкирский журналист[274].
- Чернышёв, Альберт Сергеевич (76) — советский и российский дипломат, заместитель Министра иностранных дел России (1993—1996)[275].